# Phialophora cinerescens
Phialophora cinerescens (Wollenw.) J.F.H. Beyma – gatunek grzybów z rodziny Herpotrichiellaceae. U goździków (Dianthus) powoduje chorobę o nazwie fialoforoza goździka. Jest organizmem kwarantannowym.

## Systematyka i nazewnictwo
Pozycja w klasyfikacji według Index Fungorum: Phialophora, Herpotrichiellaceae, Chaetothyriales, Chaetothyriomycetidae, Eurotiomycetes, Pezizomycotina, Ascomycota, Fungi.
Takson ten utworzył w 1930 r. Hans Wilhelm Wollenweber nadając mu nazwę Verticillium cinerescens. Obecną, uznaną przez Index Fungorum nazwę nadał mu J.F.H. Beyma w 1940 r.

## Rozwój
Phialophora cinerescens może przetrwać w glebie saprotroficznie przez wiele lat. W szklarni w Holandii po tym, jak wystąpiła w niej fialoforoza goździka, zaprzestano uprawy tej rośliny, uprawiano natomiast inne. Gdy po 13 latach znów wprowadzono goździki, zostały one zaatakowane przez P. cinerescens. Stwierdzono, że zarodniki tego patogenu pozostają żywotne w wodach powierzchniowych przez około 8 tygodni. Sporulacja osiąga maksimum w temperaturach około 18–23° C. W niskich temperaturach powstaje więcej zarodników, ale w dłuższym czasie, a zarodniki są zwykle większe niż te wytwarzane w wyższych temperaturach. Rozwój choroby jest zwykle większy od listopada do maja, po czym zostaje zatrzymany przez wysokie letnie temperatury
Eksperymentalne infekcje wykazały, że zarodniki P. cinerescens dostają się do naczyń ksylemu bezpośrednio przez rany na korzeniach. Grzyb rozprzestrzenia się w roślinie, która może wykazywać widoczne oznaki infekcji lub nie. Okres inkubacji choroby jest dość  długi i wynosi od 45 do 106 dni odpowiednio dla odmian wrażliwych i odpornych.

## Morfologia
Konidiofory proste lub rozgałęzione, septowane, początkowo szkliste, potem bladobrązowe, gładkościenne, głównie o wymiarach 8–20 × 2–3 μm. Fialidy kolbowate, ułożone w gęste pęczki na konidioforach, 8–12 × 2,5–3,5 μm, zakończone ciemniejszym, bardzo krótkim, ale wyraźnym collarette z drobnym rozszerzającym się brzegiem. Konidia bez przegród, szkliste do bladobrązowych, cylindryczne, jajowate lub elipsoidalne, gładkościenne, zawierające jedną lub dwie gutule. Mają wymiary 3–6 × 1,5–2,6 μm. Strzępki z przegrodami, szkliste do bladobrązowych, o szerokości 1–3 μm; na starszych często rozwijają się nieregularnie rozdęte komórki pokryte płaskimi brodawkami o szerokości do 6 μm. Komórki te zostały błędnie zidentyfikowane jako chlamydospory.

## Hodowla i wykrywanie patogenu
Na agarze z ekstraktem słodowym kolonie P. cinerescens rozwijają się dobrze. Są charakterystycznie wełniste, jasnoszare w środku, a ich brzeg o szerokości 0,7 cm jest dymno-szary i głęboko oliwkowy. Chlamydospory i sklerocja nie powstają.
Patogen wykrywa się głównie poprzez izolację lub inkubację wycinków łodyg roślin. Szybką i wczesną diagnozę można uzyskać dzięki mikroskopii fluorescencyjnej, która pokazuje obszary zainfekowane przez P. cinerescens jako jasne fluorescencyjne plamy na poziomie zdrewniałych naczyń. Podobne objawy daje porażenie przez Fusarium oxysporum. Obydwa te gatunki mogą występować jednocześnie, a jedyną metodą ich rozróżnienia jest zbadanie izolacji czystej kultury.